# میدلتون، منچستر بزرگ
latitudeمیدلتون، منچستر بزرگlongitudeمیدلتون، منچستر بزرگ
میدلتون، منچستر بزرگ (به انگلیسی: Middleton, Greater Manchester) یک شهرک در بریتانیا است که در Metropolitan Borough of Rochdale واقع شده‌است.

## خصوصیات
میدلتون ۴۵٬۵۸۰ نفر جمعیت دارد.